# Cheryl Seinen

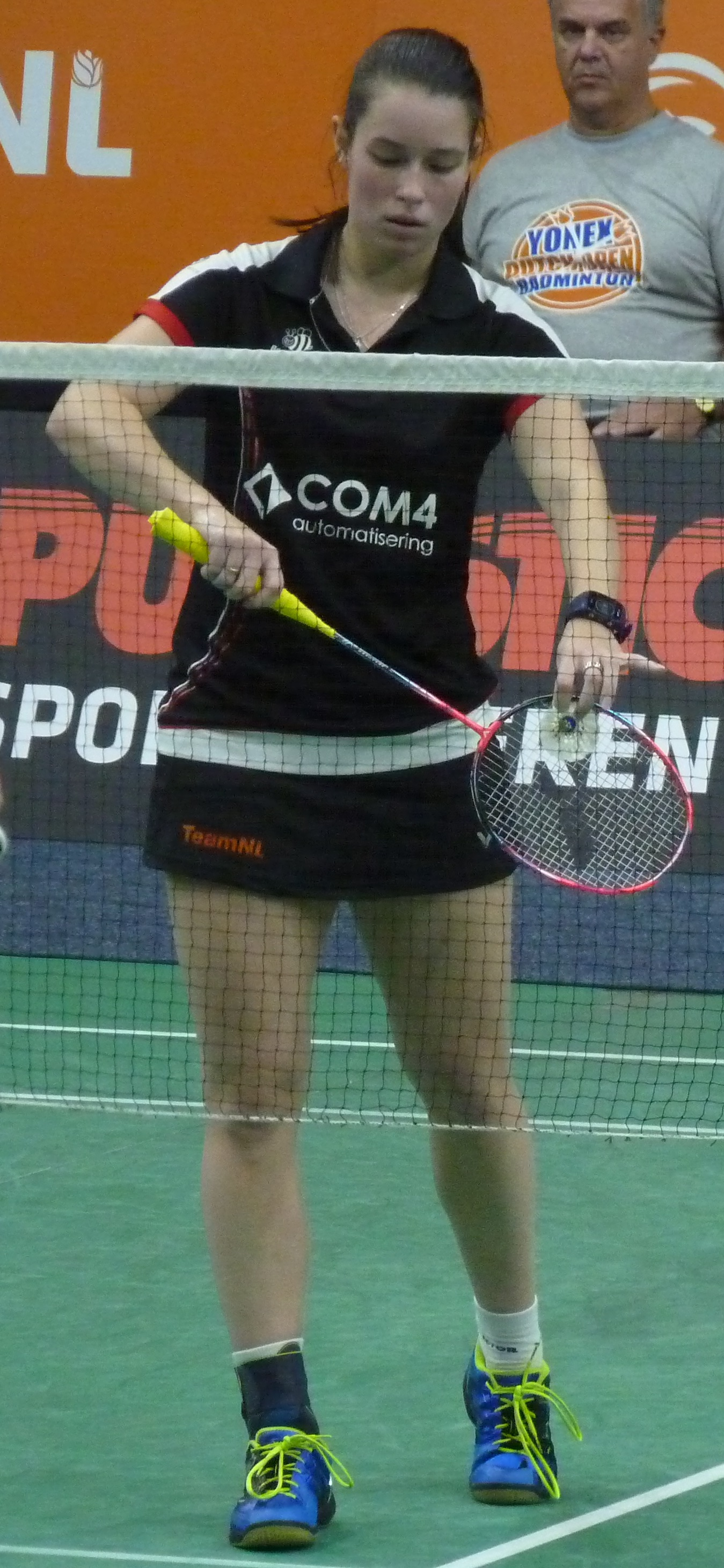
Cheryl Seinen, 2018

Cheryl Seinen (* 4. August 1995 in Roermond) ist eine niederländische Badmintonspielerin.

## Karriere
Cheryl Seinen siegte 2014 bei den Norwegian International und den Slovak International. Im gleichen Jahr repräsentierte sie ihr Land auch bei der Badminton-Mannschaftseuropameisterschaft 2014. Als Juniorin war sie unter anderem bei den Slovenian Juniors, den Polish Juniors, den Israel Juniors und den Bulgarian Juniors erfolgreich. 2023 gewann sie gemeinsam mit Debora Jille die Dutch Open im Damendoppel.